# 井口泰孝
井口 泰孝（いぐち やすたか、1943年1月24日 - 2019年12月3日）は、日本の物理化学者。工学博士。東北大学名誉教授。元八戸工業高等専門学校校長。元日本金属学会会長。

## 人物・経歴
静岡県浜松市出身。1965年東北大学工学部金属工学科卒業。1967年東北大学大学院工学研究科金属工学専攻修士課程修了。1970年東北大学大学院工学研究科金属工学専攻博士課程修了、工学博士、東北大学工学部金属工学科助手。1973年東北大学工学部金属工学科講師。1974年東北大学工学部金属工学科助教授。1976年マサチューセッツ工科大学客員研究員。
1986年東北大学工学部金属工学科教授。1988年日本鉄鋼協会評議員。1994年日本金属学会理事、日本鉄鋼協会理理事。1997年東北大学教授大学院工学研究科教授。1998年日本金属学会副会長副会長。2000年中国東北大学名誉教授、日本鉄鉄鋼会東北支部長、日本工学アカデミー理事。2001年東北大学評議員。2002年日本知財学会理事、物理教育学会東北支部長。
2003年東北大学未来科学技術共同研究センター長、日本金属学会会長。2004年東北大学大学院工学研究科長、全国材料関係教室恊議会会長。2005年東北工学教育協会会長、日本工学教育恊会理常任理事。2006年東北大学名誉教授、独立行政法人国立高等専門学校機構八戸工業高等専門学校校長。
2011年独立行政法人国立高等専門学校機構八戸工業高等専門学校名誉教授、国立大学法人弘前大学常勤監事。2012年株式会社テクノプラザみやぎ代表取締役社長、公益財団法人みやぎ産業振興機構理事長、一般社団法人宮城県発明協会会長、国立大学法人弘前大学学長特別補佐。2019年宮城県仙台市太白区の自宅で死去。

## 受賞
- 1983年 日本金属学会西山記念賞[2]
- 1986年 日本金属学会功績賞[2]
- 1987年 日本鉄鋼協会俵論文賞[2]
- 1989年 日本鉄鋼協会山岡賞[2]
- 1996年 日本鉄鋼協会山岡賞[2]
- 1999年 河北文化賞[2]
- 1999年 日本鉄鋼協会学術功績賞[2]
- 2001年 日本金属学会谷川・ハリス賞[2]
- 2003年 特許庁工業所有制度関係功労者表彰経済産業大臣賞[2]
- 2005年 日本金属学会功労賞[2]
- 2018年 瑞宝中綬章[5]